# 張維
張 維（チャン・ユ、ちょう い、朝鮮語: 장유、1587年 - 1638年）は、李氏朝鮮の仁祖時期の文臣。右議政を務め、死後、領議政を追贈。仁宣王后の父。

## 人物
李氏朝鮮の宮廷は、朱子学の諸説を巡って士大夫たちが偉くなろうと政争を繰り返しており、朝鮮の学者は、政争が起こるたびに関わり、政治的なポジションを高めていくことが行動パターンになっていると自己批判している。すなわち、「中国には学者がいるが、わが国にはいない。蓋し中国の人材は志が頗る並みでない。志のある士大夫であれば心から学問に向かい、好むところ学ぶところも同じではない。そこで各々が往々にして実を得るのだが、わが国は違う。齷齪と縛られ、未だにみな志がない」と述べている。
張維は、朝鮮を征服した後、箕子朝鮮を建国した中国殷王朝の政治家箕子について、「檀君が開闢し、箕子が教化した」と主張しており、箕子による朝鮮人教化を讃え、箕子の功績を賛美し、朝鮮における箕子の存在を誇り、箕子の功績を繰り返し称賛している。